# Lissodema guamense
Lissodema guamense là một loài bọ cánh cứng trong họ Salpingidae. Loài này được Blair miêu tả khoa học năm 1942.